# 諾夫霍羅德卡區

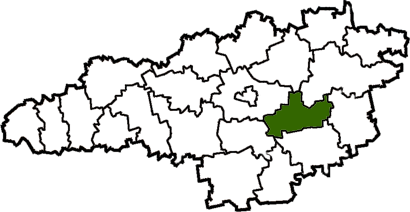
諾夫霍羅德卡區在基洛夫格勒州的位置

諾夫霍羅德卡區（烏克蘭語：Новгородківський район）是位於烏克蘭中部基洛夫格勒州的舊區，区府为諾夫霍羅德卡，2020年烏克蘭行政區劃改革以後被撤銷，併入克罗皮夫尼茨基区。該區原面積997平方公里，2013年人口15,913人，人口密度每平方公里15.96人。

## 外部連結
- http://ng.kr-admin.gov.ua（页面存档备份，存于）